# Serednii Bereziv, Cosău
Serednii Bereziv (în ucraineană Середній Березів) este o comună în raionul Cosău, regiunea Ivano-Frankivsk, Ucraina, formată numai din satul de reședință.

## Demografie
Componența lingvistică a comunei Serednii Bereziv
     Ucraineană (99,66%)
     Alte limbi (0,34%)
Conform recensământului din 2001, majoritatea populației comunei Serednii Bereziv era vorbitoare de ucraineană (99,66%), existând în minoritate și vorbitori de alte limbi.